# Feggeklit
Feggeklit er en markant 25 meter høj og cirka 1 km lang og 300 meter bred molersbakke med en østvendt klint på nordspidsen af øen Mors 22 km nord for Nykøbing Mors og lige syd for færgelejet ved Feggesund, hvor der er forbindelse til Thy. Halvøen, der er forbundet med selve Mors med en smal landtange, var i stenalderen en selvstændig ø; fra nordenden er den 3 km lange odde, Feggerøn, vokset ud i Feggesund. Toppen af Feggeklit er et næsten jævnt plateau på omkring 40 tønder land, mens vestsiden af bakken er græsklædt, men på østsiden træder moleret frem, og der kan tælles 146 lag af moler og vulkansk aske. I 1916 blev Danmarks første teglværk baseret på moler, Skarrehage Molerværk, placeret her.
Et sagn fortæller, at Feggeklit var stedet, hvor Hamlet dræbte sin onde stedfar, Kong Fegge, som havde en kongsgård her. Kong Fegge havde slået sin bror ihjel i misundelse og giftet sig med hans hustru Geruth, og dermed blev han stedfar til Hamlet. Overleveringen siger, at Kong Fegge er begravet på toppen af Feggeklit, hvor en samling store sten stadig antyder en grav. I 1929 rejstes en mindesten for sagnfigurene.
Halvøen er en del af Natura 2000-område 16 Løgstør Bredning, Vejlerne og Bulbjerg. Et areal på 95 ha blev fredet i 1963.
Fra 1854 til ca. 1870 søgtes i Feggeklit-området at etablere en større handelsstation Christiansholm, som bl.a. omfattede landbrug, kro, købmandsgård, grovvarehandel, pakhuse, bageri, smedje, teglværk, fiskeri, befordringscenter med færge, anløbssted for dampskibe og postekspedition. Ideen var en egentlig bydannelse i området, men planerne slog fejl, og i dag er der ingen rester tilbage af aktiviteterne.